# Таврия (футбольный клуб)
«Та́врия» (укр. «Таврія») — украинский футбольный клуб из Симферополя. Является первым чемпионом Украины (1992) и первым участником Лиги чемпионов от Украины. Обладатель Кубка Украины 2009/10. Участник Лиги Европы 2010/11. Все чемпионаты Украины до 2014 года клуб провёл в Высшей лиге Украины. В 2016—2022 годах базировался в городе Берислав и селе Марьяновка Херсонской области.

## История

### 1958—1991
Команда основана в 1958 году на базе команды «Буревестник». Ранее называлась «Авангард». Под нынешним названием «Таврия» выступает с 1963 года. Первый матч «Таврия» провела 20 апреля 1958 года против «Химика» из Ярославля (0:0).
Клуб входил в ДСО «Локомотив».
В 1973 году «Таврия» стала победителем Второй лиги СССР и вышла в Первую лигу.
В 1980 году команда победила в Первой лиге СССР и вышла в Высшую лигу. В Высшей лиге 1981 года «Таврия» заняла 17 место, обогнав только «Пахтакор» и вылетела в Первую лигу.
В сезоне 1986/87 «Таврия» дошла до полуфинала Кубка СССР (рекорд для участников второй лиги), где проиграла минскому «Динамо» (0:2).
Последний матч в рамках чемпионата СССР состоялся 8 ноября 1991 года в Екатеринбурге с «Уралмашем» (2:6).

### 1992—1999
В 1992 году «Таврия» стала первым чемпионом независимой Украины, обыграв в финальном матче во Львове киевское «Динамо» (1:0). Единственный гол в поединке с подачи Андрея Опарина на 76-й минуте забил Сергей Шевченко. Тогда команду тренировал Анатолий Заяев, а Юрий Гудименко стал лучшим бомбардиром, забив 12 мячей.
После того, когда клуб стал чемпионом, команда получила право участвовать в Лиге чемпионов, сначала «Таврия» победила ирландский «Шелбурн» (0:0, 2:1), а в 1 раунде проиграла швейцарскому «Сьону» (1:4, 1:3).
В сезоне 1993/94 «Таврия» дошла до финала Кубка Украины, где проиграла одесскому «Черноморцу» в серии послематчевых пенальти (3:5).

### 2000—2009
Летом 2006 года команду покинули целый ряд игроков, среди которых можно выделить — Чижевского, Жуниора, Литовченко, Корнева, Головко и Старгородского, а на их место Фоменко пригласил Голайдо, Василяускаса, Омоко, Зельмикаса и Любеновича. В эфире телепередачи «Футбольный уик-энд», один из руководителей «Таврии» рассказал о сенсационной сделке с Диего Тристаном. «Мне прислали данные о Тристане, защищавшего цвета сборной Испании, его трансферная цена 490 000 долларов. Однако, мы думаем, почему этот игрок стоит столь дешёво, видимо, пребывает не в лучшей форме. Да и хочет он получать 350 тысяч евро, это для нас непосильная сумма». Естественно, сделка не состоялась.
По итогам первой половины сезона 2006/07 «Таврия» дошла до полуфинала Кубка, в четвертьфинале обыграв днепродзержинскую «Сталь» (5:1). В полуфинале «Таврия» уступила донецкому «Шахтёру» (0:0 и 2:2 за счёт гола на выезде).
В декабре 2006 года с главным тренером Михаилом Фоменко был продлён контракт, а также был уволен спортивный директор Рувим Аронов. В январе 2007 года на просмотре в «Таврии» находилось около 50 человек. Также клуб подписал нигерийского нападающего Лаки Идахора. 13 мая 2007 года в матче против запорожского «Металлурга» (5:1) Идахор оформил хет-трик. В сезоне 2006/07 настоящим открытием стал Владимир Гоменюк, став лучшим бомбардиром команды забил 8 мячей, «Таврия» в этом сезоне заняла достойное 5-е место.
В сезоне 2008/09 Александр Ковпак, забив 17 голов, стал лучшим бомбардиром Премьер-лиги.

### 2010—2014
16 мая 2010 года «Таврия» впервые стала обладателем Кубка Украины, обыграв в финале в дополнительное время «Металлург» из Донецка. 4 июля 2010 года в матче за Суперкубок Украины «Таврия» встречалась с донецким «Шахтёром», в итоге «горняки» выиграли с разгромным счётом (7:1), единственный гол за «Таврию» забил Максим Фещук.
В начале сезона 2012/13 ФИФА наложила на клуб запрет на трансферную деятельность. Такое решение было принято по мотивам дела Абдулвахида Афолаби. ФИФА, рассмотрев его, обязала симферопольцев выплатить денежную компенсацию футболисту, а также наложила санкции на клуб — запрет на регистрацию футболистов в течение следующих двух трансферных периодов. В октябре был на просмотре 24-летний бельгийский защитник Энтони Ванден Борре, который подписал контракт с «Таврией», рассчитанный до конца сезона. Однако, из-за недостаточной зарплаты, ему пришлось покинуть клуб через несколько недель. «Таврия» заняла 11-е место в Премьер-Лиге.
В сезоне 2013/14 новым тренером «Таврии» был назначен Яннис Христопулос. В стартовом матче сезона «Таврия» потерпела домашнее поражение от луганской «Зари» со счётом 0:2. Дубль оформил полузащитник сборной Украины, Дмитрий Хомченовский. Экс-игрок «Черноморца» Лучан Бурдужан 8 ноября 2013 года подписал контракт с клубом. Румын стал первым новичком после отмены трансферного запрета, который был наложен на крымчан УЕФА. К концу первого полугодия исправить положение клуба ему в начале сезона удавалось, но руководство клуба не было довольно результатом, поскольку «Таврия» находилась в зоне вылета.
Со второй половины сезона тренером «Таврии» стал Николай Костов, который ранее тренировал украинские команды. Главным приобретением этого межсезонья считался игрок сборной Македонии защитник Бобан Грнчаров.
В 30-м туре национального первенства «Таврия» проиграла на своём поле мариупольскому «Ильичёвцу» со счётом 0:3, после чего осталась на 15-м месте. Тем самым, вместе с клубом «Арсенал», снявшимся с чемпионата из-за финансовых проблем, «Таврия» покинула ряды участников УПЛ для участия в первой футбольной лиге Украины. В связи с аннексией Крыма Россией клуб прекратил своё существование.

### С 2016 года
В сентябре 2015 года президент Федерации футбола Украины Андрей Павелко объявил о начале возрождения «Таврии» в Херсоне. По словам Павелко, данное решение было оговорено с УЕФА, чтобы «Таврия» могла представлять Украину в еврокубках. Для «Таврии» в Херсоне планировалось строительство стадиона по программе УЕФА «Хет-трик». Была сформирована инициативная группа по возрождению «Таврии», которую возглавил Сергей Куницын.
В связи со сложностями в поисках инвестора и выделения земли под строительство стадиона в Херсоне, инициативная группа по возрождению «Таврии» выбрала местом для базирования клуба город Берислав, где уже была необходимая для клуба инфраструктура. Было объявлено о создании рабочей группы, которая в итоге составила бюджет клуба для участия в любительском чемпионате Украины, а также занялась поиском футболистов и персонала. 27 августа 2016 года в Бериславе прошло учредительное собрание Федерации футбола Крыма, на котором рассматривался вопрос о возобновлении деятельности футбольного клуба «Таврия» (Симферополь).
29 августа 2016 года ФК «Таврия» (Симферополь) был заявлен для выступления в чемпионате Украины по футболу среди любителей 2016/17. В итоговой таблице своей группы клуб занял 9-е место.
Летом 2017 года «Таврия» получила профессиональный статус и в сезоне 2017/18 выступала в группе «Б» Второй лиги Украины. В финальном 33-м туре «Таврия» одержала рекордную для клуба победу, разгромив запорожский «Металлург» со счётом 9:0. По результатам сезона «Таврия» заняла 4-е место в группе, уступив команде «Энергия», расположившейся на третьей ступеньке таблицы, из-за худшей разницы забитых и пропущенных мячей. Летом 2020 года клуб объединился с выступавшей в любительском чемпионате Украины «Таврией» из посёлка Новотроицкое.
5 марта 2021 года симферопольская «Таврия» стала победителем 5-го Открытого Кубка Ассоциации футбола АР Крым и г. Севастополь, который проходил в Новой Каховке.
28 марта 2022 года клуб объявил о роспуске команды в связи с вторжением России на Украину и оккупацией Марьяновки.

## Гимны клуба
Гимн был написан Валерием Малышевым, летом 2005 года. Сам Малышев является болельщиком киевского «Динамо». Ещё 1998 году был написан гимн в честь 40-летия клуба, его исполнял Юрий Богатиков.

## Стадион
До 2014 года футбольный клуб «Таврия» выступал на республиканском спортивном комплексе «Локомотив», расположенном по адресу: г. Симферополь, ул. Пушкина, 46. Стадион построен в 1967 году и реконструирован в 2004 году. Вместимость стадиона после реконструкции — чуть менее 20 000 зрителей.
В феврале 2010 года президентом клуба Сергеем Куницыным было сообщено, что в Симферополе будет построен новый стадион.
После своего возрождения в 2016 году ФК «Таврия» стал проводить домашние матчи на стадионе «Машиностроитель» в Бериславе Херсонской области.
В конце августа 2020 года ФК «Таврия» переехал в село Марьяновка Каховского района Херсонской области. Матчи проводили на стадионе «Марьяновский».

## Достижения

### Украинская ССР
- Чемпионат УССР
  - Чемпион (3): 1973, 1985, 1987
  - Серебряный призёр: 1986
  - Бронзовый призёр (2): 1962, 1972
- Кубок УССР
  - Обладатель: 1974
  - Финалист: 1975

### СССР
- Первая лига СССР
  - Победитель: 1980
- Вторая лига СССР
  - Серебряный призёр: 1970
- Кубок Первой лиги СССР
  - Финалист: 1990

### Украина
- Чемпионат Украины
  - Чемпион: 1992
- Кубок Украины
  - Обладатель: 2010
  - Финалист: 1994

### Международные
- Кубок Интертото
  - Финалист: 2008

## Статистика выступлений

### СССР
| Результаты | Результаты                         | Результаты | Результаты | Результаты | Результаты | Результаты | Результаты | Результаты | Результаты | Результаты | Результаты               | Результаты                                                                                |
| Сезон      | Дивизион                           | Команд     | Место      | Игр        | В          | Н          | П          | Г+         | Г-         | О          | Кубок                    | Примечание                                                                                |
| ---------- | ---------------------------------- | ---------- | ---------- | ---------- | ---------- | ---------- | ---------- | ---------- | ---------- | ---------- | ------------------------ | ----------------------------------------------------------------------------------------- |
| 1958       | Класс «Б»2-я зона                  | 16         | 15         | 30         | 5          | 7          | 18         | 21         | 43         | 17         | 1/8 финала 2-й зоны      | «Авангард»                                                                                |
| 1959       | Класс «Б»4-я зона                  | 15         | 12         | 28         | 6          | 9          | 13         | 20         | 38         | 21         | 1/2 финала 4-й зоны      |                                                                                           |
| 1960       | Класс «Б»2-я зона УССР             | 19         | 11         | 36         | 12         | 8          | 16         | 42         | 55         | 32         |                          |                                                                                           |
| 1961       | Класс «Б»2-я зона УССР             | 19         | 5          | 36         | 14         | 11         | 11         | 43         | 38         | 39         | 1/32 финала              |                                                                                           |
| 1962       | Класс «Б»3-я зона УССР             | 13(6)      | 2(3)       | 24(10)     | 12(3)      | 7(4)       | 5(3)       | 34(12)     | 17(14)     | 31(10)     | 1/16 финалаЗона УССР     | В скобочках Финальный этап Понижение в связи с реорганизацией                             |
| 1963       | Класс «Б»2-я зона УССР             | 20         | 15         | 38         |            |            |            |            |            | 0          | 1/2 финала 2-я зона УССР | «Таврия»                                                                                  |
| 1964       | Класс «Б»3-я зона УССР             | 16(41)     | 1(4)       | 30         |            |            |            |            |            | 0          | 1/2 финала 3-я зона УССР | В скобочках итоговое УССР                                                                 |
| 1965       | Класс «Б»3-я зона УССР             | 17(45)     | 1(4)       | 32         |            |            |            |            |            | 0          | финал 3-я зона УССР      | В скобочках итоговое (УССР). Повышение                                                    |
| 1966       | Класс «А» 2-я группа 2-я подгруппа | 18         | 12         | 34         | 10         | 11         | 13         | 29         | 33         | 31         | 1/128 финала             |                                                                                           |
| 1967       | Класс «А» 2-я группа 2-я подгруппа | 20         | 17         | 38         | 10         | 10         | 18         | 44         | 57         | 30         | 1/16 финала              |                                                                                           |
| 1968       | Класс «А» 2-я группа 2-я подгруппа | 21         | 6          | 40         | 20         | 10         | 10         | 51         | 33         | 50         | 1/128 финала             |                                                                                           |
| 1969       | Класс «А» 2-я группа 3-я подгруппа | 22         | 8          | 42         | 14         | 16         | 12         | 60         | 49         | 44         | 1/64 финала              | Понижение в связи с реорганизацией                                                        |
| 1970       | Класс «А» 2-я группа 1-я зона      | 22         | 2          | 42         |            |            |            |            |            | 0          | 1/16 финала              |                                                                                           |
| 1971       | Вторая лига                        | 26         | 5          | 50         |            |            |            |            |            | 0          | Кубок УССР не проводился |                                                                                           |
| 1972       | Вторая лига1-я зона                | 23         | 3          | 44         |            |            |            |            |            | 0          | 1/4 финала УССР          |                                                                                           |
| 1973       | Вторая лига1-я зона                | 23(7)      | 1(2)       | 44         |            |            |            |            |            | 0          |                          | Повышение                                                                                 |
| 1974       | Первая лига                        | 20         | 6          | 38         | 18         | 6          | 14         | 74         | 55         | 42         | 1/16 финала              |                                                                                           |
| 1975       | Первая лига                        | 20         | 7          | 38         | 17         | 8          | 13         | 58         | 46         | 42         | 1/16 финала              |                                                                                           |
| 1976       | Первая лига                        | 20         | 4          | 38         | 17         | 12         | 9          | 59         | 32         | 46         | 1/8 финала               |                                                                                           |
| 1977       | Первая лига                        | 20         | 3          | 38         | 21         | 7          | 10         | 57         | 34         | 49         | 1/32 финала              |                                                                                           |
| 1978       | Первая лига                        | 20         | 8          | 38         | 14         | 12         | 12         | 48         | 38         | 40         | 1/32 финала              |                                                                                           |
| 1979       | Первая лига                        | 24         | 18         | 46         | 16         | 11         | 19         | 50         | 56         | 43         | Зональный турнир         | 8-я зона. 2-е место                                                                       |
| 1980       | Первая лига                        | 24         | 1          | 46         | 28         | 9          | 9          | 82         | 42         | 65         | 1/8 финала               | Повышение                                                                                 |
| 1981       | Высшая лига                        | 18         | 17         | 34         | 8          | 7          | 19         | 27         | 54         | 23         | Зональный турнир         | Понижение                                                                                 |
| 1982       | Первая лига                        | 22         | 13         | 42         | 17         | 7          | 18         | 58         | 50         | 41         | 1/4 финала               |                                                                                           |
| 1983       | Первая лига                        | 22         | 7          | 42         | 16         | 12         | 14         | 78         | 67         | 44         | 1/16 финала              |                                                                                           |
| 1984       | Первая лига                        | 22         | 21         | 42         | 12         | 11         | 19         | 43         | 58         | 35         | 1/16 финала              | Понижение                                                                                 |
| 1985       | Вторая лига 6-я зона               | 14(14)     | 1(1)       | 26(40)     | 17(24)     | 5(12)      | 4(4)       | 49(81)     | 19(40)     | 39(60)     | 1/64 финала              | Проигрыш в стыковых матчах В скобочках Финальный турнир с учётом Предварительного турнира |
| 1986       | Вторая лига 6-я зона               | 14(14)     | 1(2)       | 26(40)     | 14(22)     | 10(15)     | 2(3)       | 68(102)    | 23(46)     | 38(59)     | 1/64 финала              | Проигрыш в стыковых матчах В скобочках Финальный турнир с учётом Предварительного турнира |
| 1987       | Вторая лига 6-я зона               |            | 1(1)       |            |            |            |            |            |            |            | Полуфиналист             | Повышение                                                                                 |
| 1988       | Первая лига                        | 22         | 14         | 42         | 13         | 14         | 15         | 34         | 43         | 38         | 1/64 финала              |                                                                                           |
| 1989       | Первая лига                        | 22         | 6          | 42         | 18         | 12         | 12         | 61         | 50         | 48         | 1/64 финала              |                                                                                           |
| 1990       | Первая лига                        | 20         | 9          | 38         | 11         | 16         | 11         | 40         | 38         | 38         | 1/64 финала              |                                                                                           |
| 1991       | Первая лига                        | 22         | 6          | 42         | 19         | 10         | 13         | 64         | 56         | 48         | 1/16 финала              | Повышение в Высшую лигу Украины                                                           |

### Украина
| Результаты | Результаты                     | Результаты | Результаты | Результаты | Результаты | Результаты | Результаты | Результаты | Результаты | Результаты | Результаты  | Результаты      | Результаты | Результаты      |
| Сезон      | Дивизион                       | Команд     | Место      | Игр        | В          | Н          | П          | Г+         | Г-         | О          | Кубок       | Европа          | Европа     | Примечание      |
| ---------- | ------------------------------ | ---------- | ---------- | ---------- | ---------- | ---------- | ---------- | ---------- | ---------- | ---------- | ----------- | --------------- | ---------- | --------------- |
| 1992       | Высшая лига (гр. «A»)          | 10(2)      | 1(1)       | 18(1)      | 11(1)      | 6(0)       | 1(0)       | 30(1)      | 9(0)       | 28(2)      | 1/16 финала |                 |            | В скобках финал |
| 1992/93    | Высшая лига                    | 16         | 10         | 30         | 11         | 4          | 15         | 30         | 39         | 26         | 1/8 финала  | Лига чемпионов  | 1-й раунд  |                 |
| 1993/94    | Высшая лига                    | 18         | 8          | 34         | 12         | 10         | 12         | 41         | 34         | 34         | Финалист    |                 |            |                 |
| 1994/95    | Высшая лига                    | 18         | 5          | 34         | 17         | 8          | 9          | 61         | 37         | 59         | Полуфинал   |                 |            |                 |
| 1995/96    | Высшая лига                    | 18         | 12         | 34         | 12         | 8          | 14         | 46         | 46         | 44         | 1/4 финала  |                 |            |                 |
| 1996/97    | Высшая лига                    | 16         | 6          | 30         | 13         | 5          | 12         | 36         | 46         | 44         | 1/16 финала |                 |            |                 |
| 1997/98    | Высшая лига                    | 16         | 14         | 30         | 8          | 9          | 13         | 35         | 41         | 33         | 1/8 финала  |                 |            |                 |
| 1998/99    | Высшая лига                    | 16         | 9          | 30         | 10         | 7          | 13         | 33         | 39         | 37         | 1/4 финала  |                 |            |                 |
| 1999/00    | Высшая лига                    | 16         | 13         | 30         | 7          | 8          | 15         | 32         | 51         | 29         | 1/8 финала  |                 |            |                 |
| 2000/01    | Высшая лига                    | 14         | 7          | 26         | 8          | 9          | 9          | 24         | 31         | 33         | 1/8 финала  |                 |            |                 |
| 2001/02    | Высшая лига                    | 14         | 7          | 26         | 8          | 6          | 12         | 27         | 36         | 30         | 1/8 финала  | Кубок Интертото | 3-й раунд  |                 |
| 2002/03    | Высшая лига                    | 16         | 9          | 30         | 9          | 7          | 14         | 36         | 50         | 34         | 1/16 финала |                 |            |                 |
| 2003/04    | Высшая лига                    | 16         | 12         | 30         | 7          | 11         | 12         | 22         | 28         | 32         | 1/4 финала  |                 |            |                 |
| 2004/05    | Высшая лига                    | 16         | 7          | 30         | 11         | 9          | 10         | 34         | 28         | 42         | 1/4 финала  |                 |            |                 |
| 2005/06    | Высшая лига                    | 16         | 7          | 30         | 11         | 6          | 13         | 29         | 31         | 39         | 1/8 финала  |                 |            |                 |
| 2006/07    | Высшая лига                    | 16         | 5          | 30         | 12         | 6          | 12         | 32         | 30         | 42         | Полуфинал   |                 |            |                 |
| 2007/08    | Высшая лига                    | 16         | 5          | 30         | 13         | 8          | 9          | 38         | 40         | 47         | 1/4 финала  |                 |            |                 |
| 2008/09    | Премьер-лига                   | 16         | 8          | 30         | 10         | 7          | 13         | 41         | 45         | 37         | 1/4 финала  | Кубок Интертото | 3-й раунд  |                 |
| 2009/10    | Премьер-лига                   | 16         | 6          | 30         | 12         | 9          | 9          | 38         | 38         | 45         | Обладатель  |                 |            |                 |
| 2010/11    | Премьер-лига                   | 16         | 7          | 30         | 10         | 9          | 11         | 44         | 46         | 39         | 1/16 финала | Лига Европы     | 4-й раунд  |                 |
| 2011/12    | Премьер-лига                   | 16         | 6          | 30         | 12         | 9          | 9          | 43         | 36         | 45         | 1/16 финала |                 |            |                 |
| 2012/13    | Премьер-лига                   | 16         | 11         | 30         | 10         | 5          | 15         | 27         | 46         | 32         | 1/4 финала  |                 |            | Снято 3 очка    |
| 2013/14    | Премьер-лига                   | 16         | 15         | 28         | 2          | 4          | 22         | 15         | 46         | 10         | 1/16 финала |                 |            |                 |
| 2016/17    | Любительский чемпионат (гр. 2) | 11         | 9          | 20         | 6          | 6          | 8          | 31         | 37         | 24         | —           |                 |            |                 |
| 2017/18    | Вторая лига (гр. «Б»)          | 12         | 4          | 33         | 18         | 7          | 8          | 59         | 33         | 61         | 1/16 финала |                 |            |                 |
| 2018/19    | Вторая лига (гр. «Б»)          | 10         | 7          | 27         | 6          | 12         | 9          | 30         | 35         | 30         | 1/32 финала |                 |            |                 |
| 2019/20    | Вторая лига (гр. «Б»)          | 11         | 8          | 20         | 5          | 2          | 13         | 12         | 32         | 17         | 1/32 финала |                 |            |                 |

### Выступления в Европе
| Год     | Соревнования    | Раунд   | Страна    | Клуб            | Результат             |
| ------- | --------------- | ------- | --------- | --------------- | --------------------- |
| 1992/93 | Лига чемпионов  | квалиф. | Ирландия  | Шелбурн         | 0:0, 2:1              |
| 1992/93 | Лига чемпионов  | 1/16    | Швейцария | Сьон            | 1:4, 1:3              |
| 2001    | Кубок Интертото | 2       | Болгария  | Спартак (Варна) | 3:0, 2:2              |
| 2001    | Кубок Интертото | 3       | Франция   | Пари Сен-Жермен | 0:1, 0:4              |
| 2008    | Кубок Интертото | 2       | Молдова   | Тирасполь       | 0:0, 3:1              |
| 2008    | Кубок Интертото | 3       | Франция   | Ренн            | 0:1, 1:0 (пен., 9:10) |
| 2010/11 | Лига Европы     | квалиф. | Германия  | Байер 04        | 1:3, 0:3              |